# نهر تشوبتانك
نهر تشوبتانك هو رافد رئيسي لخليج تشيسابيك وأكبر نهر في شبه جزيرة دلمارفا. الجري لمسافة 71 ميل (114 كـم)، يرتفع في مقاطعة كينت ديلاوير ويمر عبر مقاطعة كارولين ماريلاند ويشكل الكثير من الحدود بين مقاطعة تالبوت ماريلاند في الشمال ومقاطعة كارولين ومقاطعة دورتشستر في الشرق والجنوب. يقع شمال نهر نانتيكوك وجنوب إيسترن باي. تقع كامبريدج ودنتون على الشاطئ الجنوبي لها.
تبلغ مساحة مستجمعات المياه في ولاية ماريلاند 1,004 ميل مربع (2,600 كـم2)منها 224 ميل مربع (580 كـم2)مياه مفتوحة أي 22٪. الاستخدام السائد للأرض زراعي بمساحة 418 ميل مربع (1,080 كـم2) أو 48٪ من مساحة الأرض. سمي النهر على اسم شعب تشوبتانك الأصلي.